# Dayenne Mesquita
Dayenne Proença Mesquita (Telêmaco Borba,  23 de septiembre de 1985) es una actriz brasileña.

## Filmografía

### Televisión
| Año     | Título                         | Personaje           |
| ------- | ------------------------------ | ------------------- |
| 2007    | Dance Dance Dance              | Amanda Vasconcellos |
| 2009    | Vende-se um Véu de Noiva       | Eliana Vilela       |
| 2012    | Encantadoras                   | Stella              |
| 2013    | Más Allá del Horizonte         | Fernanda            |
| 2014    | (Des)encontros                 | Diana               |
| 2015    | Milagros de Jesús              | María de Betania    |
| 2015    | Moisés y los diez mandamientos | Yunet (1ª fase)     |
| 2016    | Josué y la tierra prometida    | Ioná                |
| 2018    | Jesús                          | María Magdalena     |
| 2019–21 | Amor sin Igual                 | Angelica/Poderosa   |

### Cine
| Año  | Título                             | Personaje       |
| ---- | ---------------------------------- | --------------- |
| 2016 | Los Diez Mandamientos: La Película | Yunet (1ª fase) |
| 2018 | Nada que perder                    | Ester Bezerra   |
| 2019 | Nada que perder 2                  | Ester Bezerra   |